# Ranoidea exophthalmia
Ranoidea exophthalmia là một loài ếch thuộc họ Pelodryadidae. Đôi khi nó được gọi là Big-eyed Tree Frog, tuy nhiên tên gọi này cũng để chỉ loài Leptopelis vermiculatus của châu Phi.
Đây là loài đặc hữu của Papua New Guinea.
Môi trường sống tự nhiên của chúng là rừng ẩm vùng đất thấp nhiệt đới hoặc cận nhiệt đới, vùng núi ẩm nhiệt đới hoặc cận nhiệt đới, và sông ngòi.